# Liste der Biografien/Siu
Liste der Biografien |
Portal Biografien |
Personensuche
# |
A |
B |
C |
D |
E |
F |
G |
H |
I |
J |
K |
L |
M |
N |
O |
P |
Q |
R |
S |
T |
U |
V |
W |
X |
Y |
Z |
?
 
Sa |
Sb |
Sc |
Sd |
Se |
Sf |
Sg |
Sh |
Si |
Sj |
Sk |
Sl |
Sm |
Sn |
So |
Sp |
Sq |
Sr |
Ss |
St |
Su |
Sv |
Sw |
Sy |
Sz
 
Sia |
Sib |
Sic |
Sid |
Sie |
Sif |
Sig |
Sih |
Sii |
Sij |
Sik |
Sil |
Sim |
Sin |
Sio |
Sip |
Siq |
Sir |
Sis |
Sit |
Siu |
Siv |
Siw |
Six |
Siy |
Siz
Die Liste der Biografien führt alle Personen auf, die in der deutschsprachigen Wikipedia einen Artikel haben. Dieses ist eine Teilliste mit 20 Einträgen von Personen, deren Namen mit den Buchstaben „Siu“ beginnt.

## Siu
- Siu, Arlen (1955–1975), nicaraguanische Liedermacherin, Essayistin und sandinistische Revolutionärin
- Siu, Ching Man (* 1978), chinesische Badmintonspielerin (Hongkong)
- Siu, Marli (* 1993), schottische SchauspielerinMarli Siu (* 1993)

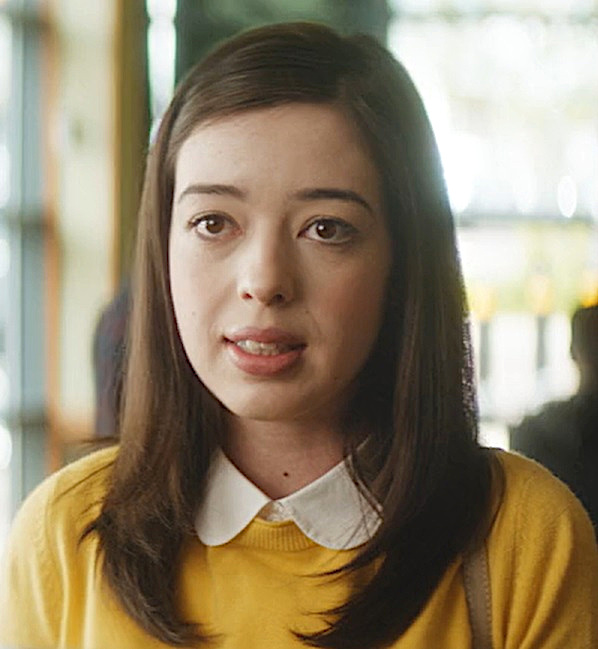
Marli Siu (* 1993)

- Siu, Yum-Tong (* 1943), chinesisch-amerikanischer Mathematiker

### Siud
- Siuda, Mateusz (* 1998), polnischer Sprinter
- Siuda, Viktor (1928–2019), deutscher Leichtathlet
- Siuda, Wolfgang (* 1952), deutscher Schauspielmusiker und -komponist
- Siudek, Dorota (* 1975), polnische Eiskunstläuferin
- Siudek, Mariusz (* 1972), polnischer Eiskunstläufer
- Siudmak, Wojtek (* 1942), polnischer Maler und Bildhauer

### Siug
- Šiugždinienė, Jurgita (* 1972), litauische Politikerin

### Siuk
- Siukola, Heikki (* 1943), finnischer Opernsänger (Tenor)

### Siul
- Siuley, Moumouni (* 1964), nigrischer Boxer

### Siup
- Šiuparis, Alvydas (* 1970), litauischer Brigadegeneral
- Šiupšinskas, Sigitas (* 1964), litauischer Politiker

### Siur
- Siurina, Ekaterina (* 1975), russische Opernsängerin (Sopran)
- Šiurkus, Martynas (* 1978), litauischer Politiker
- Siurot Rodríguez, Manuel (1872–1940), spanischer Rechtsanwalt und Richter

### Siut
- Siuts, Hinrich (* 1932), deutscher Volkskundler

### Siuz
- Siuzou, Kanstanzin (* 1982), belarussischer Radrennfahrer